# Qijian (socken i Kina, Guangxi)
Qijian (kinesiska: 七建乡, 七建) är en socken i Kina. Den ligger i den autonoma regionen Guangxi, i den södra delen av landet, omkring 240 kilometer nordost om regionhuvudstaden Nanning.
Genomsnittlig årsnederbörd är 2 319 millimeter. Den regnigaste månaden är juni, med i genomsnitt 485 mm nederbörd, och den torraste är oktober, med 51 mm nederbörd.